# Crassispira tuckerana
Crassispira tuckerana is een slakkensoort uit de familie van de Pseudomelatomidae. De wetenschappelijke naam van de soort is voor het eerst geldig gepubliceerd in 2011 door Bonfitto & Morassi.